# Théorème de sélection de Helly
Le théorème de sélection de Helly a été établi par le mathématicien Eduard Helly en 1912. Ce théorème garantit qu'une suite de fonctions qui a des variations bornées admet une sous-suite convergente,,. Il permet en particulier le passage à la limite sous le signe de l'intégrale de Stieltjes.

## Définitions
Soit {\displaystyle I} un intervalle réel.
- Une fonction {\displaystyle f:I\to \mathbb {R} } est dite :
  - à variations bornées sur I s'il existe une constante M telle que, pour toute subdivision σ = (x0, x1, … , xn) de I, on ait {\displaystyle V(f,\sigma ):=\sum _{i=1}^{n}|f(x_{i})-f(x_{i-1})|\leq M} ;
  - localement à variations bornées sur I si elle est à variations bornées sur tout sous-intervalle compact de I.
- Un ensemble {\displaystyle {\mathcal {E}}} de fonctions réelles définies sur I est uniformément à variations bornées sur I s'il existe une constante M telle que, pour toute subdivision σ de I, on ait {\displaystyle \forall f\in {\mathcal {E}}\quad V(f,\sigma )\leq M}.

## Énoncé
De toute suite {\displaystyle (f_{n})} de fonctions réelles définies sur un intervalle I uniformément à variations bornées et uniformément bornée ({\displaystyle \exists R>0\quad \forall n\in \mathbb {N} \quad \forall x\in I\quad |f_{n}(x)|\leqslant R}) on peut extraire une sous-suite simplement convergente. La limite de cette sous-suite est à variations bornées.

## Généralisation
On peut déduire du théorème le résultat suivant (encore par une extraction diagonale) :
Soit {\displaystyle (f_{n})} une suite de fonctions réelles définies sur un intervalle telle que
- pour tout sous-intervalle compact K, il existe {\displaystyle R_{K}>0} tel que {\displaystyle \sup \lbrace |f_{n}(x)|\mid x\in K,n\in \mathbb {N} \rbrace \leqslant R_{K}} ;
- la suite est uniformément à variations bornées sur tout sous-intervalle compact.

Alors, on peut extraire de {\displaystyle (f_{n})} une sous suite simplement convergente. La limite de cette sous-suite est localement à variations bornées.

## Interprétation en termes de compacité
Le théorème de Helly est clairement un énoncé de compacité, mais cette compacité ne concerne pas vraiment les fonctions à variations bornées.
Notons {\displaystyle {\mathcal {C}}_{0}} l'espace vectoriel des fonctions réelles continues sur {\displaystyle \mathbb {R} } tendant vers zéro en {\displaystyle \pm \infty }, muni de la norme uniforme
{\displaystyle \|f\|_{\infty }=\sup \lbrace |f(x)|\mid x\in \mathbb {R} \rbrace } et {\displaystyle {\mathcal {C}}_{b}} l'espace vectoriel des fonctions réelles continues bornées sur {\displaystyle \mathbb {R} }, avec la même norme. On sait que ce sont deux espaces de Banach, et que {\displaystyle {\mathcal {C}}_{0}} est un sous espace fermé de {\displaystyle {\mathcal {C}}_{b}}.
Le dual de l'espace de Banach {\displaystyle {\mathcal {C}}_{0}} s'identifie à l'espace {\displaystyle {\mathcal {M}}_{b}} des mesures de Radon bornées sur {\displaystyle \mathbb {R} }, et d'après le théorème de Banach-Alaoglu, la boule unité fermée de {\displaystyle {\mathcal {M}}_{b}} est *-faiblement compacte, c'est-à-dire compacte pour la topologie de la convergence simple sur {\displaystyle {\mathcal {C}}_{0}}. Elle est aussi séquentiellement compacte (comme {\displaystyle {\mathcal {C}}_{0}} est séparable, la topologie induite sur la boule unité de {\displaystyle {\mathcal {M}}_{b}} par la topologie *-faible est métrisable). C'est cette compacité qu'exprime, indirectement, le théorème de Helly, et la démonstration ci-dessus est une preuve de ce cas particulier du théorème de Banach-Alaoglu (preuve d'un intérêt limité, car la démonstration générale du théorème de Banach-Alaoglu est plus courte que celle du théorème de Helly). Montrons le lien entre les deux résultats.
On sait que toute mesure bornée se prolonge de manière unique à {\displaystyle {\mathcal {C}}_{b}} (pour des mesures positives — les seules pour lesquelles le théorème est utilisé en pratique —, c'est une conséquence du théorème de convergence monotone ; pour des mesures de signe quelconque, il faut passer par la mesure positive {\displaystyle |\mu |}). Si {\displaystyle \mu } est une mesure bornée, on peut donc définir la fonction de répartition {\displaystyle F:F(x)=\mu (\rbrack -\infty ,x\rbrack )}, et une condition suffisante pour qu'une suite bornée de mesures bornées {\displaystyle (\mu _{n})} converge *-faiblement vers {\displaystyle \mu } est que leurs fonctions de répartition {\displaystyle F_{n}} convergent vers la fonction de répartition {\displaystyle F} de {\displaystyle \mu } simplement sur l'ensemble des points de continuité de {\displaystyle F} (la réciproque est fausse).
On applique le plus souvent ces résultats pour des mesures de probabilité, ce qui demande des précautions supplémentaires : l'ensemble des mesures positives de masse totale inférieure ou égale à {\displaystyle M} est *-faiblement fermé (c'est une intersection de demi-espaces *-faiblement fermés) ; il est contenu dans le compact (*-faible) constitué par la boule fermée de rayon {\displaystyle M}, donc il est *-faiblement compact. Mais l'ensemble des mesures de probabilité n'est pas *-faiblement fermé ; il est par exemple évident que la suite {\displaystyle (\delta _{n})} des masses de Dirac aux points {\displaystyle n} converge *-faiblement vers zéro, or la mesure nulle n'est clairement pas une mesure de probabilité. Il faut donc des hypothèses supplémentaires, par exemple la convergence étroite, ou des conditions de tension, ces dernières pouvant, dans le cas de {\displaystyle \mathbb {R} }, s'exprimer à l'aide des fonctions de répartition.
Habituellement, les probabilistes sous entendent l'étoile et écrivent « convergence faible » au lieu de « convergence *-faible » et de même pour toutes les expressions du même type (parce que la véritable convergence faible, qui ferait intervenir le dual de l'espace des mesures, n'est jamais utilisée) ; comme l'espace {\displaystyle {\mathcal {C}}_{0}} n'est pas réflexif, cela peut conduire à des erreurs si on utilise sans réfléchir des théorèmes sur les e.v.t. pour lesquels la distinction est importante.